# Đoàn Nguyễn Thục
Đoàn Nguyễn Thục (段阮俶 1718-1775) là đại thần nhà Lê trung hưng trong lịch sử Việt Nam.

## Khoa cử
Đoàn Nguyễn Thục vốn có tên là Đoàn Duy Tĩnh , người làng Hải Yên, huyện Quỳnh Côi, nay là làng Hải An, xã Quỳnh Nguyên, huyện Quỳnh Phụ, tỉnh Thái Bình, nguyên quán xã Đại Hạnh huyện Văn Giang, tỉnh Hưng Yên trước đó còn có tên là huyện Tế Giang thuộc tỉnh Bắc Ninh .
Đoàn Nguyễn Thục đỗ Á nguyên (đỗ thứ 2 sau Đình nguyên, Bảng nhãn Lê Quý Đôn), đứng đầu Hoàng Giáp tiến sĩ khi 35 tuổi tại kỳ thi Đình khoa Nhâm Thân niên hiệu Cảnh Hưng năm thứ 13 (1752) đời Lê Hiển Tông. Năm 1767, Trịnh Sâm lên ngôi chúa, vì kiêng hiệu của chúa Trịnh Sâm là Tĩnh Đô vương nên ông đổi tên thành Đoàn Nguyễn Thục. Ông là cha đẻ của danh thần Đoàn Nguyễn Tuấn và là cha vợ của đại thi hào Nguyễn Du.

## Quan nghiệp
Ông là người cương trực, uy phong khẳng khái, làm quan trong triều giữ khí tiết. Năm 1768, ông giữ chức Hiệu thư đông các, kiêm chức Thiêm đô ngự sử.
Lúc đó có tiến sĩ Dương Trọng Tế bị tội ở nhà, vì có công bí mật tố cáo Trịnh Lệ và tiến sĩ Phạm Huy Cơ mưu phản nên được bổ dụng và thăng chức. Đoàn Nguyễn Thục ghét tính hiểm ác nên dâng thư lên Trịnh Sâm, đề nghị không nên thăng chức cho Dương Trọng Tế. Trịnh Sâm khen ngợi ông và thưởng bạc, nhưng vẫn không đổi quyết định bổ dụng Dương Trọng Tế.
Vì có tang nên Đoàn Nguyễn Thục từ chức, sau đó ông được triệu ra làm chức Thiêm đô 2 lần nhưng đều từ chối.
Năm 1769, triều đình tiến quân đánh Hoàng Công Chất cát cứ ở Hưng Hóa, ông bèn dâng biểu xin ra trận. Trịnh Sâm bèn cho ông làm giám quân các đạo Hưng Hóa, Thanh Hóa, Tuyên Quang, Sơn Tây. Ông được Trịnh Sâm ban cho kiếm báu để ra lệnh tướng sĩ. Mọi người nhất loạt tuân lệnh, quân sĩ tiến thẳng tới căn cứ họ Hoàng.
Ít lâu sau Hoàng Công Chất mất, con là Hoàng Công Toản lên thay. Quân Trịnh phá tan quân nổi dậy, san phẳng hào lũy. Hoàng Công Toản chạy sang Vân Nam. Đoàn Nguyễn Thục ổn định tình hình địa phương rồi rút quân về kinh. Về tới kinh đô, ông xin từ chức để về nhà để tang cho trọn vẹn.
Năm 1770, triều đình lại đánh Lê Duy Mật cát cứ ở Trấn Ninh. Đoàn Nguyễn Thục lại được giao làm Giám quân. Vì tham gia trận có công, ông được thăng làm Thiêm đô ngự sử.
Đi sứ
Năm 1771, ông được cử làm chánh sứ sang nhà Thanh Trung Quốc. Khi trở về ông được phong làm Phó đô ngự sử, tước Quỳnh Xuyên bá.
Năm 1774, Hoàng Ngũ Phúc cầm đại quân đi đánh Đàng Trong, Đoàn Nguyễn Thục được cử làm Đốc thị Nghệ An, coi việc lương thưởng. Vì bàn việc với Bộ quận công Vũ Công Trấn bàn việc không hợp ý, liền dâng sớ xin về làng.

## Thơ văn
Đương thời ông cũng hay ngâm vịnh và làm thơ nhưng nay đã thất lạc hoặc chưa sưu tập được.
Năm 1771, ông được cử làm chánh sứ sang nhà Thanh Trung Quốc. Bài thơ dưới đây được Đoàn Nguyễn Thục sáng tác để tặng sứ thần Triều Tiên trong lúc các sứ thần chia tay để trở về cố quốc. Bài thơ này có tên là
- Tiễn Triều Tiên quốc sứ Doãn Đông Thăng, Lý Trí Trung:

| 餞朝鮮國使尹東昇，李致中 越甸山川傋弁辰， 他鄉今幸挹清塵。 曾瞻大節微星斗， 更覿南墀絢鳳麟。 旅況有心皆尚友， 文光無地不同倫。 相逢莫訝分鑣早， 故國梅花今又春。 |  | Phiên âm Tiễn Triều Tiên quốc sứ Doãn Đông Thăng, Lý Trí Trung Việt điện sơn xuyên giảng biện thần, Tha hương kim hạnh ấp thanh trần. Tằng chiêm đại tiết vi tinh đẩu, Cánh địch nam trì huyến phụng lân. Lữ huống hữu tâm giai thượng hữu, Văn quang vô địa bất đồng luân. Tương phùng mạc nhạ phân tiêu tảo, Cố quốc mai hoa kim hựu xuân. |  | Bản dịch của Đoàn Trọng Hân như sau: Đại Việt sứ thần sang Bắc quốc, Tha hương năm tháng hóa phong trần. Đức cao tiết trọng xem sao Đẩu, Khí rạng Nam trời đất phượng lân. Lữ khách có tình thêm bạn quí, Văn chương tâm ý chẳng hề phân. Hữu duyên thiên ý hồi xa cách, Cố quốc mai vàng ngập tiết xuân. |

## Nhận định
Sử gia Phan Huy Chú nhận định về ông như sau:
Ông học vấn rộng rãi, phong thể khí độ chững chạc, dọc ngang văn võ, việc gì cũng làm được... Ông tiến lui có lẽ phải, không khuất tất để cầu cạnh. Tiết tháo cương trực như thế càng làm cho người đời hâm mộ.

## Đường phố
Năm 1775, Đoàn Nguyễn Thục qua đời, thọ 58 tuổi. Triều đình truy tặng ông là Đô ngự sử, thụy là Cảnh Trực.
Hiện nay ở Thành phố Đà Nẵng và ở Thị trấn Quỳnh Côi, Tỉnh Thái Bình có đường phố mang tên Đoàn Nguyễn Thục.